# Еџвуд (Њу Мексико)
Еџвуд (енгл. Edgewood) град је у америчкој савезној држави Њу Мексико.

## Демографија
По попису из 2010. године број становника је 3.735, што је 1.842 (97,3%) становника више него 2000. године.
| Група             | 2000.         | 2010.         |
| Белци             | 1.447 (76,4%) | 2.625 (70,3%) |
| Афроамериканци    | 6 (0,3%)      | 38 (1,0%)     |
| Азијати           | 4 (0,2%)      | 32 (0,9%)     |
| Хиспаноамериканци | 385 (20,3%)   | 885 (23,7%)   |
| Укупно            | 1.893         | 3.735         |